# Apoštolská nunciatura ve Středoafrické republice

Znak Svatého stolce

Apoštolská nunciatura, neboli vyslanectví Svatého stolce ve Středoafrické republice, je instituce plnící diplomatickou úlohu. Apoštolský nuncius je diplomat na úrovni velvyslance zastupující Svatý stolec. Apoštolský nuncius ve Středoafrické republice je obvykle zároveň nunciem v Čadu. Sídlem apoštolského nuncia je hlavní město Středoafrické republiky Bangui nebo N'Djamena, hlavní město Čadu.

## Dějiny
Roku 1965 zřídil Svatý Stolec Apoštolskou delegaturu ve Středoafrické republice, která v roce 1960 získala v procesu dekolonizace svou nezávislost na Francii. V roce 1970 se delegatura stala apoštolskou nunciaturou. Roku 1973 byla zřízena apoštolská delegatura v Čadu, která se stala roku 1989 apoštolskou nunciaturou.

## Představitelé Svatého Stolce ve Středoafrické republice
- Luigi Poggi (1965 - 1969) apoštolský delegát, od roku 1967 pronuncius, také pronuncius v Kamerunu (od 1966) a v Gabonu (od 1967)
- Mario Tagliaferri (1970 - 1975) pronuncius, také apoštolský delegát v Kongu a apoštolský delegát v Čadu
- Oriano Quilici (1975 - 1981) pronuncius, také apoštolský delegát v Kongu a apoštolský delegát v Čadu
- John Bulaitis (1981 - 1987) pronuncius, také apoštolský delegát v Kongu a apoštolský delegát v Čadu
- Beniamino Stella (1987 - 1992) apoštolský nuncius, také apoštolský delegát v Kongu a apoštolský delegát (od 1989 pronuncius) v Čadu
- Diego Causero (1993 - 1999) apoštolský nuncius, také apoštolský delegát v Kongu a apoštolský nuncius v Čadu
- Joseph Chennoth (1999 - 2005) apoštolský nuncius, také apoštolský nuncius v Čadu
- Pierre Nguyễn Văn Tốt (2005 - 2008) apoštolský nuncius, také apoštolský nuncius v Čadu
- Jude Thaddeus Okolo (2008 - 2013) apoštolský nuncius, také apoštolský nuncius v Čadu
- Franco Coppola (2014 - 2016) apoštolský nuncius, také apoštolský nuncius v Čadu
- Santiago De Wit Guzmán (2017 - 2022) apoštolský nuncius, také apoštolský nuncius v Čadu [1]
- Giuseppe Laterza (2023 - nyní) apoštolský nuncius, také apoštolský nuncius v Čadu